# Гай-Кодзор
Гай-Кодзор — село в Краснодарському краї, Росія. Входить до складу муніципального утворення місто-курорт Анапа. Центр Гайкодзорського сільського округу.
Село лежить за 9 км на захід від центру Анапи, поблизу передгір'їв.

## Історія
Поселення Галкина Щіль (на прізвище орендаря) виникло у 1908 році на землях станиці Раївської. У 1915—1916 роках сюди переселось кілька десятків родин вірменських біженців із району Трапезунда.
8 жовтня 1925 року населення ухвалило рішення перейменування села у Гай-Кодзор (Вірменська Ущелина)